# Lepisiota monardi
Lepisiota monardi är en myrart som först beskrevs av Santschi 1930.  Lepisiota monardi ingår i släktet Lepisiota och familjen myror.

## Underarter
Arten delas in i följande underarter:
- L. m. australis
- L. m. monardi